# Мобек (Ізер)
Мобе́к (фр. Maubec) — муніципалітет у Франції, у регіоні Овернь-Рона-Альпи, департамент Ізер. Населення — 1909 осіб (01.01.2021).
Муніципалітет розташований на відстані близько 430 км на південний схід від Парижа, 40 км на південний схід від Ліона, 60 км на північний захід від Гренобля.

## Історія
До 2015 року муніципалітет перебував у складі регіону Рона-Альпи. Від 1 січня 2016 року належить до нового об'єднаного регіону Овернь-Рона-Альпи.

## Демографія
Динаміка населення (INSEE ):
Розподіл населення за віком та статтю (2006):
| Стать | Всього | До 15 років | 15-24 | 25-44 | 45-64 | 65-85 | Понад 85 |
| --- | ------ | ----------- | ----- | ----- | ----- | ----- | -------- |
| Чоловіки | 784    | 155         | 128   | 198   | 241   | 50    | 12       |
| Жінки | 767    | 163         | 77    | 201   | 252   | 66    | 8        |
| \| Статево-вікова піраміда \| Статево-вікова піраміда \| Статево-вікова піраміда \| \| ----------------------- \| ----------------------- \| ----------------------- \| \| Чоловіки \| Вік \| Жінки \| \| 12 \| 85 + \| 8 \| \| 4 \| 80-84 \| 12 \| \| 4 \| 75-79 \| 19 \| \| 23 \| 70-74 \| 8 \| \| 19 \| 65-69 \| 27 \| \| 35 \| 60-64 \| 62 \| \| 74 \| 55-59 \| 66 \| \| 70 \| 50-54 \| 58 \| \| 62 \| 45-49 \| 66 \| \| 78 \| 40-44 \| 81 \| \| 62 \| 35-39 \| 66 \| \| 31 \| 30-34 \| 35 \| \| 27 \| 25-29 \| 19 \| \| 66 \| 20-24 \| 27 \| \| 62 \| 15-20 \| 50 \| \| 62 \| 10-14 \| 78 \| \| 54 \| 5-9 \| 62 \| \| 39 \| 0-4 \| 23 \| |        |             |       |       |       |       |          |
| Статево-вікова піраміда |        |             |       |       |       |       |          |
| Чоловіки | Вік    | Жінки       |       |       |       |       |          |
| 12 | 85 +   | 8           |       |       |       |       |          |
| 4 | 80-84  | 12          |       |       |       |       |          |
| 4 | 75-79  | 19          |       |       |       |       |          |
| 23 | 70-74  | 8           |       |       |       |       |          |
| 19 | 65-69  | 27          |       |       |       |       |          |
| 35 | 60-64  | 62          |       |       |       |       |          |
| 74 | 55-59  | 66          |       |       |       |       |          |
| 70 | 50-54  | 58          |       |       |       |       |          |
| 62 | 45-49  | 66          |       |       |       |       |          |
| 78 | 40-44  | 81          |       |       |       |       |          |
| 62 | 35-39  | 66          |       |       |       |       |          |
| 31 | 30-34  | 35          |       |       |       |       |          |
| 27 | 25-29  | 19          |       |       |       |       |          |
| 66 | 20-24  | 27          |       |       |       |       |          |
| 62 | 15-20  | 50          |       |       |       |       |          |
| 62 | 10-14  | 78          |       |       |       |       |          |
| 54 | 5-9    | 62          |       |       |       |       |          |
| 39 | 0-4    | 23          |       |       |       |       |          |

## Економіка
2010 року серед 1099 осіб працездатного віку (15—64 років) 785 були активними, 314 — неактивними (показник активності 71,4%, у 1999 році було 73,5%). З 785 активних мешканців працювало 748 осіб (395 чоловіків та 353 жінки), безробітними було 37 (19 чоловіків та 18 жінок). Серед 314 неактивних 110 осіб було учнями чи студентами, 132 — пенсіонерами, 72 були неактивними з інших причин.

У 2010 році в муніципалітеті числилось 616 оподаткованих домогосподарств, у яких проживали 1711,0 особи, медіана доходів виносила 23 237 євро на одного особоспоживача

## Міста-побратими
- Цвішенвассер, Австрія (1998)